# 胆管炎
胆管炎（たんかんえん、英:Cholangitis）とは、胆管の炎症のことをいう。最も一般的な原因は、細菌による感染であり、問題になるのは上行性胆管炎である。いずれにせよ、そのほかの原因もある。尿路感染症、肺炎とならぶ高齢者の発熱の原因の一つである。

## 胆道感染症
胆嚢炎と胆管炎を合わせて胆道感染症というくくりでまとめられることがある。急性胆管炎は結石、腫瘍、寄生虫などによって胆汁の流れが妨げられることによっておこる上行性胆管炎をさすことが多い。胆嚢炎には結石や腫瘍が胆嚢管を閉塞し、発熱、右季肋部痛をきたす急性胆嚢炎、急性胆嚢炎と同様の症状をきたすものの、全身状態の悪い患者に発症し、かつ胆嚢結石が発症に関与しない無石胆嚢炎、繰り返す急性胆嚢炎や胆石発作などにより慢性炎症が胆嚢におこる慢性胆嚢炎に分かれる。

## 症状
典型的な胆管炎の3症状は、発熱、黄疸、右上腹部痛である。この3症状は、シャルコー(Charcot)の3徴という。重症の場合、意識障害やショックが現れる事があり、シャルコーの3徴にこの2症状を加えてレイノルズ(Reynolds)の5徴という。

## 胆管炎の種類

### 上行性胆管炎
上行性胆管炎は、細菌によって引き起こされ、痛み、黄疸、発熱を伴う。細菌は、既往の総胆管結石症によるものが通常である。

### 原発性硬化性胆管炎
原発性硬化性胆管炎は、自己免疫性の胆管炎である。

### 二次性硬化性胆管炎
二次性硬化性胆管炎は、その他の原因による胆管炎である。

### 再発性化膿性胆管炎
再発性化膿性胆管炎とは、再発を繰り返す胆石に関連した胆管炎である。これも胆管炎として知られている。

### IgG4 関連硬化性胆管炎
血液学的に高IgG4血症（135mg/dL以上）を認める。

## 急性胆管炎
胆管内に急性炎症が発生した病態で、細菌感染のみでは発症せず「胆管内に著明に増加した細菌の存在」と「細菌またはエンドトキシンが血流内に逆流するような胆管内圧の上昇」の両方が不可欠である。
胆道内圧上昇により胆汁内の細菌や内毒素が血中・リンパ流中へ移行すると、敗血症などの致死的状態に進展しやすい。
一般的な初期治療は、絶食、輸液、抗菌薬の投与。初期治療に反応しない場合、胆道減圧ドレナージ。

### 重症度判定
重症ショック、菌血症、意識障害、急性腎不全
中等症黄疸（ビリルビン ＞ 2.0mg/dL）、低アルブミン血症（アルブミン ＜ 3.0g/dL）、腎機能障害（クレアチニン ＞ 1.5mg/dL, 尿素窒素 ＞ 20mg/dL）、血小板数減少（＜12万/mm3）、39°C以上の高熱
軽症重症、中等症に当てはまらない。

## 胆管炎でよく用いられる抗菌薬
胆管炎は腎盂腎炎と並んで血液培養で菌が検出されやすい。血液培養や胆汁培養の結果を参考に修正されることが多い。
| 物質名                     | 投与方法           |
| -------------------------- | ------------------ |
| セフメタゾール             | 2g を6-8時間ごと   |
| アンピシリン／スルバクタム | 3g を6時間ごと     |
| ピペラシリン／タゾバクタム | 4.5g を6-8時間ごと |

またESBL産出菌やAmpC過剰産出菌のカバーが必要な場合は
| 物質名                   | 投与方法          |
| ------------------------ | ----------------- |
| メロペネム               | 1g を 8時間ごと   |
| イミペネム／シラスタチン | 1g を 6-8時間ごと |

などがよく知られて処方例のひとつである。投与期間はドレナージの成功や菌血症の有無によって変わってくる。菌血症がある場合は10-14日、ドレナージ不可である場合は肝膿瘍に準じて4-6週間ほど治療することもある。

## 参照
1. 1 2 3 4  千々岩一男、急性胆嚢炎・急性胆管炎の病態・診断・治療 (PDF)
2. ↑  IgG4関連疾患（指定難病３００） 難病情報センター
3. ↑  TG13新基準掲載‐ 急性胆管炎・胆嚢炎診療ガイドライン 2013 Mindsガイドラインライブラリ
4. 1 2  定義・病態 (PDF)  急性胆管炎・胆嚢炎診療ガイドライン 2013
5. 1 2  “急性胆のう炎と急性胆管炎｜一般社団法人 日本肝胆膵外科学会”. www.jshbps.jp. 2019年10月8日閲覧。
6. ↑  “急性胆管炎はなぜ命を奪うのか、「時間との戦い」の理由 金田正一氏が敗血症で逝去（山本健人） - Yahoo!ニュース”. Yahoo!ニュース 個人. 2019年10月8日閲覧。